# Dżungaria
Dżungaria – historyczna kraina w zachodnich Chinach, obecnie region autonomiczny Sinciang.

## Historia
Prawdopodobnie już od X wieku p.n.e. zamieszkana przez Saków i Tocharów. Od końca II wieku p.n.e. stanowiła obiekt ekspansji chińskiej dynastii Han, z powodu jej znaczenia w jedwabnym szlaku. W 60 p.n.e. Dżungaria została podbita i włączona do Chin. W roku 13 w wyniku rebelii lokalnych plemion Chińczycy utracili kontrolę nad Dżungarią. Przywracano ją czasowo w latach 74–76, 91–107 i na stałe od 123.
Od IV wieku na terytorium Dżungarii zaczęły napływać ludy tureckie. Od czasów dynastii Tang zaczęło dochodzić do regularnych walk pomiędzy plemionami tureckimi a Chinami. W roku 763 południowa Dżungaria została podbita przez Tybet. W tym samym czasie na północy powstał kaganat ujgurski, co oznaczało koniec chińskiej władzy w Dżungarii na kilka wieków. Na początku IX wieku chanat ujgurski i tybetańska część Dżungarii zostały podbite przez Karachanidów. We wschodniej części Dżungarii utrzymały się państewka ujgurskie. W tym czasie nastąpiła islamizacja Dżungarii. 
W I połowie XII wieku Dżungaria została podbita przez Karakitanów, a na początku XIII wieku – przez Mongołów. Po śmierci Czyngis-chana weszła w skład chanatu czagatajskiego, zaś po jego rozpadzie pod koniec XIV wieku podzieliła się na kilka niewielkich państewek. Od początku XVII wieku terytorium Dżungarii zostało podbite przez federację Ojratów, którzy utworzyli chanat dżungarski (od którego wzięła się nazwa regionu). 
W połowie XVIII wieku w chanacie doszło do walk wewnętrznych, w które wmieszały się Chiny. W 1755 wybuchła nowa wojna z Chinami. W jej wyniku w latach 1757–1758 państwo dżungarskie przestało istnieć, a jego terytorium włączono do Chin jako Sinciang.